# Georgij Zjilenkov

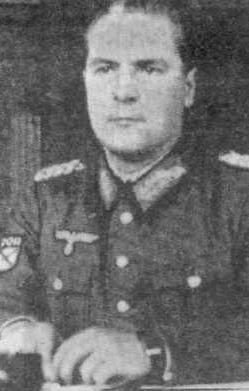
Georgij Zjilenkov.

Georgij Nikolajevitj Zjilenkov (ryska Георгий Николаевич Жиленков), född 1910 i Voronezj, död 1 augusti 1946 i Moskva, var en sovjetisk militär. År 1941 togs han till fånga av Wehrmacht och anslöt sig till Ryska befrielsearmén under renegaten Andrej Vlasovs befäl. Efter krigsslutet utlämnades han av amerikanerna till Sovjetunionen och dömdes till döden av en sovjetisk militärdomstol. Han hängdes tillsammans med bland andra Andrej Vlasov.